# Concistori di papa Bonifacio IX

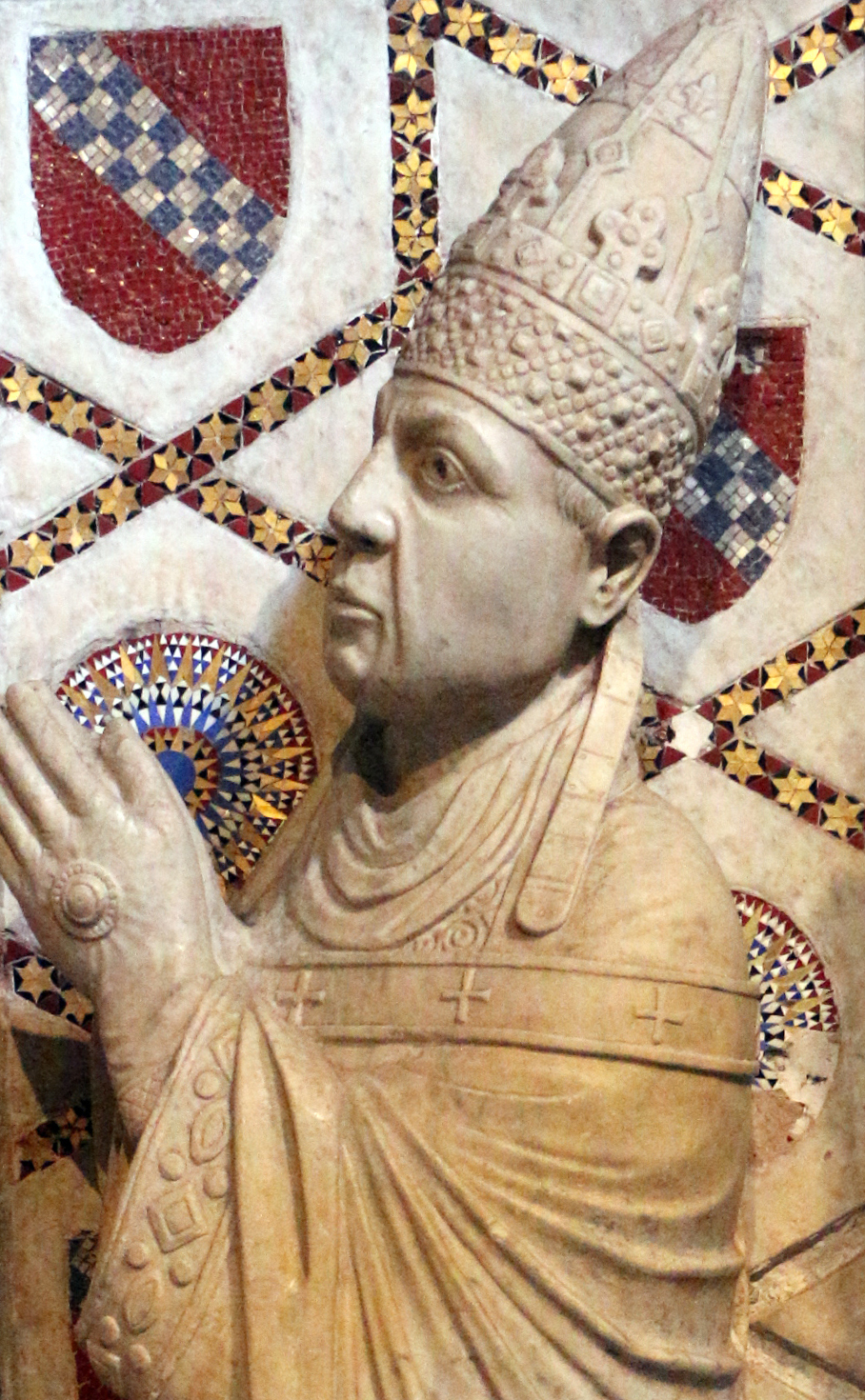
Papa Bonifacio IX

Questa voce raccoglie l'elenco completo dei concistori per la creazione di nuovi cardinali presieduti da papa Bonifacio IX, con l'indicazione di tutti i cardinali creati su cui si hanno informazioni documentarie (8 nuovi cardinali in 2 concistori). I nomi sono posti in ordine di creazione.

## 18 dicembre 1389 (I)
- Enrico Minutoli, arcivescovo di Napoli; creato cardinale presbitero di Sant'Anastasia (morto prima di giugno 1412)
- Bartolomeo Oleario, O.F.M., vescovo di Firenze; creato cardinale presbitero di Santa Pudenziana (morto nell'aprile 1396)
- Cosmato Gentile de' Migliorati, vescovo di Bologna, vice-camerlengo di Santa Romana Chiesa; creato cardinale presbitero di Santa Croce in Gerusalemme; poi eletto papa con il nome di Innocenzo VII il 17 ottobre 1404 (morto nel novembre 1406)
- Cristoforo Maroni, vescovo di Isernia e Venafro; creato cardinale presbitero di San Ciriaco alle Terme Diocleziane (morto nel dicembre 1404)

## 27 febbraio 1402 (II)
- Antonio Caetani, patriarca emerito di Aquileia; creato cardinale presbitero di Santa Cecilia (morto nel gennaio 1412)
- Baldassarre Cossa, protonotario apostolico, uditore della Sacra Rota Romana; creato cardinale diacono di Sant'Eustachio; poi eletto Antipapa Giovanni XXIII il 17 maggio 1410, come successore dell'Antipapa Alessandro V, nell'obbedienza pisana; deposto dal Concilio di Costanza nel maggio 1415, rese omaggio a Papa Martino V, che lo restaurò nella dignità cardinalizia, come cardinale vescovo di Frascati nel giugno 1419 (morto nel dicembre dello stesso anno)
- Leonardo Cybo, giureconsulto genovese; creato cardinale diacono dei Santi Cosma e Damiano (morto prima di ottobre 1404)
- Angelo Cybo, nobile genovese; creato cardinale diacono dei Santi Silvestro e Martino ai Monti (morto prima di ottobre 1404)